# Edelmira Sampedro y Robato
Edelmira Ignacia Adriana Sampedro y Robato, condesa de Covadonga, (Sagua la Grande, Cuba, 5 de marzo de 1906-Coral Gables, Miami, Florida, 23 de mayo de 1994) fue la primera esposa de Alfonso de Borbón y Battenberg, hijo primogénito del rey Alfonso XIII, y en condición de tal príncipe de Asturias, hasta que tuvo que renunciar a sus derechos dinásticos por este matrimonio morganático. 

## Biografía

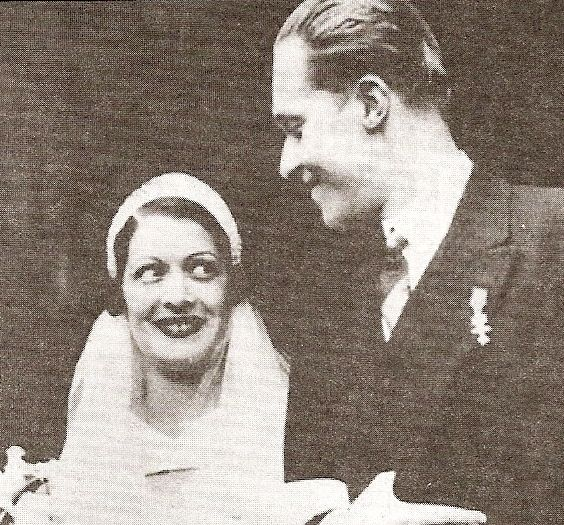
Boda de Alfonso de Borbón con Edelmira Sampedro en 1933.

Su padre, Luciano Pablo Sampedro y Ocejo, natural de Matienzo, Cantabria, emigró joven, alrededor de 1880, a Cuba, y se convirtió en propietario de una plantación de caña de azúcar. Su madre, Edelmira Robato y Turro, nació en Cuba, de origen asturiano. Era prima del catedrático y escritor Jorge Mañach y Robato.
Conoció a Alfonso de Borbón y Battenberg, hijo de Alfonso XIII, y que por aquel entonces era príncipe de Asturias, en el Sanatorio de Leysin, en Suiza; Alfonso estaba recibiendo un tratamiento ya que padecía hemofilia. Edelmira no pertenecía a ninguna familia real, requisito que debía cumplirse para no perder los derechos de sucesión al trono. A petición de su padre, el príncipe Alfonso renunció a sus derechos sucesorios por escrito en Lausana el 11 de junio de 1933 para poder casarse con Edelmira, y desde entonces utilizó el título de conde de Covadonga. Contrajeron matrimonio en la Iglesia del Sagrado Corazón de Ouchy, junto a Lausana, el 21 de junio de 1933. Su marido la describió como una "persona dotada de todas las cualidades para hacerme dichoso". No tuvieron descendencia. Alfonso y Edelmira terminaron divorciándose en La Habana el 8 de mayo de 1937. Ella le exigió una pensión de 100 dólares mensuales y todos los regalos que había recibido de él.
Posteriormente, el infante contrajo matrimonio con Marta Esther Rocafort y Altuzarra.
Muchos años después de la muerte de Alfonso, restaurada la monarquía y por decisión del rey Juan Carlos I, se trasladaron los restos de su esposo desde Miami a España en 1985. A esta repatriación acudió Edelmira a despedir a su esposo, en el aeropuerto de Miami.
Fue la única mujer que la Familia Real reconoció como esposa del príncipe. Tras la muerte de éste, las relaciones con su familia política mejoraron (la apodaban "La Puchunga"), por lo que se le concedió una pensión de viudedad e incluso le dieron algunas joyas tras la muerte de su antigua suegra, Victoria Eugenia. No volvió a contraer matrimonio y jamás concedió ninguna entrevista.